# Scieurac-et-Flourès
Scieurac-et-Flourès település Franciaországban, Gers megyében. Lakosainak száma 42 fő (2022. január 1.). Scieurac-et-Flourès Armous-et-Cau, Laveraët, Marciac, Mascaras és Tourdun községekkel határos.

## Népesség
A település népessége az elmúlt években az alábbi módon változott:
| Lakosok száma | 77   | 72   | 62   | 43   | 44   | 41   | 40   | 43   | 42   | 42   |
|               | 1968 | 1982 | 1990 | 2006 | 2013 | 2015 | 2017 | 2019 | 2020 | 2022 |